# Toray Pan Pacific Open 2014
Toray Pan Pacific Open 2014 byl tenisový turnaj pořádaný jako součást ženského okruhu WTA Tour, který se hrál na otevřených dvorcích s tvrdým povrchem s centrkurtem v aréně Ariake Coliseum. Konal se mezi 15. až 22. zářím 2014 v japonské metropoli Tokiu jako 31. ročník turnaje.
Turnaj s rozpočtem 1 000 000 dolarů klesl z kategorie Premier 5 (2013) do nižší úrovně WTA Premier, což se odrazilo v nižší dotaci o více než milion dolarů, bodovém hodnocení a počtu startujících hráček.
Nejvýše nasazenou tenistkou se stala světová osmička Angelique Kerberová z Německa. Dvouhru poprvé vyhrála desátá žena žebříčku Ana Ivanovićová ze Srbska, která již v roce 2010 odešla z tokijské události jako poražena finalistka. Titul v deblové soutěži obhájil nejvýše nasazený zimbabwsko-indický pár Cara Blacková a Sania Mirzaová.

## Distribuce bodů a finančních odměn

### Distribuce bodů
| Soutěž      | vítězky | finalistky | semifinalistky | čtvrtfinalistky | 16 v kole | 32 v kole | 64 v kole | Q  | Q2 | Q1 |
| ----------- | ------- | ---------- | -------------- | --------------- | --------- | --------- | --------- | -- | -- | -- |
| dvouhra žen | 470     | 305        | 185            | 100             | 55        | 30        | 1         | 25 | 13 | 1  |
| čtyřhra žen | 470     | 305        | 185            | 100             | 1         |           |           |    |    |    |

### Finanční odměny
| Soutěž                               | vítězky  | finalistky | semifinalistky | čtvrtfinalistky | 16 v kole | 32 v kole |
| ------------------------------------ | -------- | ---------- | -------------- | --------------- | --------- | --------- |
| dvouhra žen                          | $196 670 | $104 891   | $56 297        | $21 780         | $11 681   | $7 421    |
| čtyřhra žen                          | $44 835  | $23 596    | $12 979        | $6 607          | $3 581    |           |
| částka ve čtyřhře je uvedena na pár. |          |            |                |                 |           |           |

## Ženská dvouhra

### Nasazení
| Stát                        | Hráčka                    | WTA | Nasazení |
| --------------------------- | ------------------------- | --- | -------- |
| Německo                     | Angelique Kerberová       | 8.  | 1.       |
| Dánsko                      | Caroline Wozniacká        | 9.  | 2.       |
| Srbsko                      | Ana Ivanovićová           | 10. | 3.       |
| Srbsko                      | Jelena Jankovićová        | 11. | 4.       |
| Itálie                      | Sara Erraniová            | 12. | 5.       |
| Slovensko                   | Dominika Cibulková        | 13. | 6.       |
| Česko                       | Lucie Šafářová            | 15. | 7.       |
| Španělsko                   | Carla Suárezová Navarrová | 18. | 8.       |
| Žebříček WTA k 8. září 2014 |                           |     |          |

### Jiné formy účasti
Následující hráčky obdržely divokou kartu do hlavní soutěže:
- Belinda Bencicová
- Kimiko Dateová
- Sabine Lisická

Následující hráčky si zajistily postup do hlavní soutěže v kvalifikaci:
- Marina Erakovicová
- Jarmila Gajdošová
- Darja Gavrilovová
- Alla Kudrjavcevová

### Odhlášení
před zahájením turnaje
- Camila Giorgiová
- Flavia Pennettaová
- Andrea Petkovicová

## Ženská čtyřhra

### Nasazení
| Stát                                                                     | Hráčka                  | Stát          | Hráčka                    | WTA | Nasazení |
| ------------------------------------------------------------------------ | ----------------------- | ------------- | ------------------------- | --- | -------- |
| Zimbabwe                                                                 | Cara Blacková           | Indie         | Sania Mirzaová            | 14. | 1.       |
| Spojené státy                                                            | Raquel Kopsová-Jonesová | Spojené státy | Abigail Spearsová         | 22. | 2.       |
| Rusko                                                                    | Alla Kudrjavcevová      | Austrálie     | Anastasia Rodionovová     | 30. | 3.       |
| Španělsko                                                                | Garbiñe Muguruzaová     | Španělsko     | Carla Suárezová Navarrová | 37. | 4.       |
| Žebříček WTA k 8. září 2014; číslo je součtem umístění obou členek páru. |                         |               |                           |     |          |

### Jiné formy účasti
Následující páry obdržely divokou kartu do hlavní soutěže:
- Dominika Cibulková /  Kirsten Flipkensová
- Jurika Semová /  Mari Tanaková

## Přehled finále

### Ženská dvouhra
- Ana Ivanovićová vs.  Caroline Wozniacká, 6–2, 7–6(7–2)

### Ženská čtyřhra
- Cara Blacková /  Sania Mirzaová vs.  Garbiñe Muguruzaová /  Carla Suárezová Navarrová, 6–2, 7–5